# Euderces perplexus
Euderces perplexus är en skalbaggsart som beskrevs av Giesbert och Chemsak 1997. Euderces perplexus ingår i släktet Euderces och familjen långhorningar. Inga underarter finns listade i Catalogue of Life.